# NACRA Championship 2015
La NACRA Rugby Championship de 2015 fue la 8.ª edición del torneo que organiza la Confederación Norteamericana.

## Resultados

### Norte

#### Posiciones
| Pos. | Equipo       | Encuentros | Encuentros | Encuentros | Encuentros | Tantos  | Tantos    | Tantos     | Puntos |
| Pos. | Equipo       | jugados    | ganados    | empatados  | perdidos   | a favor | en contra | diferencia | Puntos |
| ---- | ------------ | ---------- | ---------- | ---------- | ---------- | ------- | --------- | ---------- | ------ |
| 1    | México       | 3          | 2          | 0          | 0          | 74      | 28        | + 46       | 10     |
| 2    | Islas Caimán | 2          | 1          | 0          | 1          | 28      | 48        | - 20       | 5      |
| 3    | USA South    | 2          | 0          | 0          | 2          | 49      | 75        | - 26       | 1      |

|  | Finalista |

| 7 de marzo | México | 50 - 25 | USA South |  |  |

| 21 de marzo | USA South | 24 - 25 | Islas Caimán |  |  |

| 11 de abril | Islas Caimán | 3 - 24 | México |  |  |

### Sur

#### Posiciones
| Pos. | Equipo            | Encuentros | Encuentros | Encuentros | Encuentros | Tantos  | Tantos    | Tantos     | Puntos |
| Pos. | Equipo            | jugados    | ganados    | empatados  | perdidos   | a favor | en contra | diferencia | Puntos |
| ---- | ----------------- | ---------- | ---------- | ---------- | ---------- | ------- | --------- | ---------- | ------ |
| 1    | Trinidad y Tobago | 2          | 2          | 0          | 0          | 66      | 27        | + 39       | 10     |
| 2    | Guyana            | 2          | 1          | 0          | 1          | 68      | 44        | + 24       | 7      |
| 3    | Barbados          | 2          | 0          | 0          | 2          | 29      | 92        | - 63       | 0      |

|  | Finalista |

| 7 de marzo | Guyana | 48 - 22 | Barbados |  |  |

| 21 de marzo | Barbados | 7 - 44 | Trinidad y Tobago |  |  |

| 11 de abril | Trinidad y Tobago | 22 - 20 | Guyana |  |  |

## Final
| 25 de abril | Trinidad y Tobago | 33 - 16 | México |  |  |